# Ferdinand Hodler
Ferdinand Hodler (Berna, 14 marzo 1853 – Ginevra, 19 maggio 1918) è stato un pittore svizzero.

## Biografia

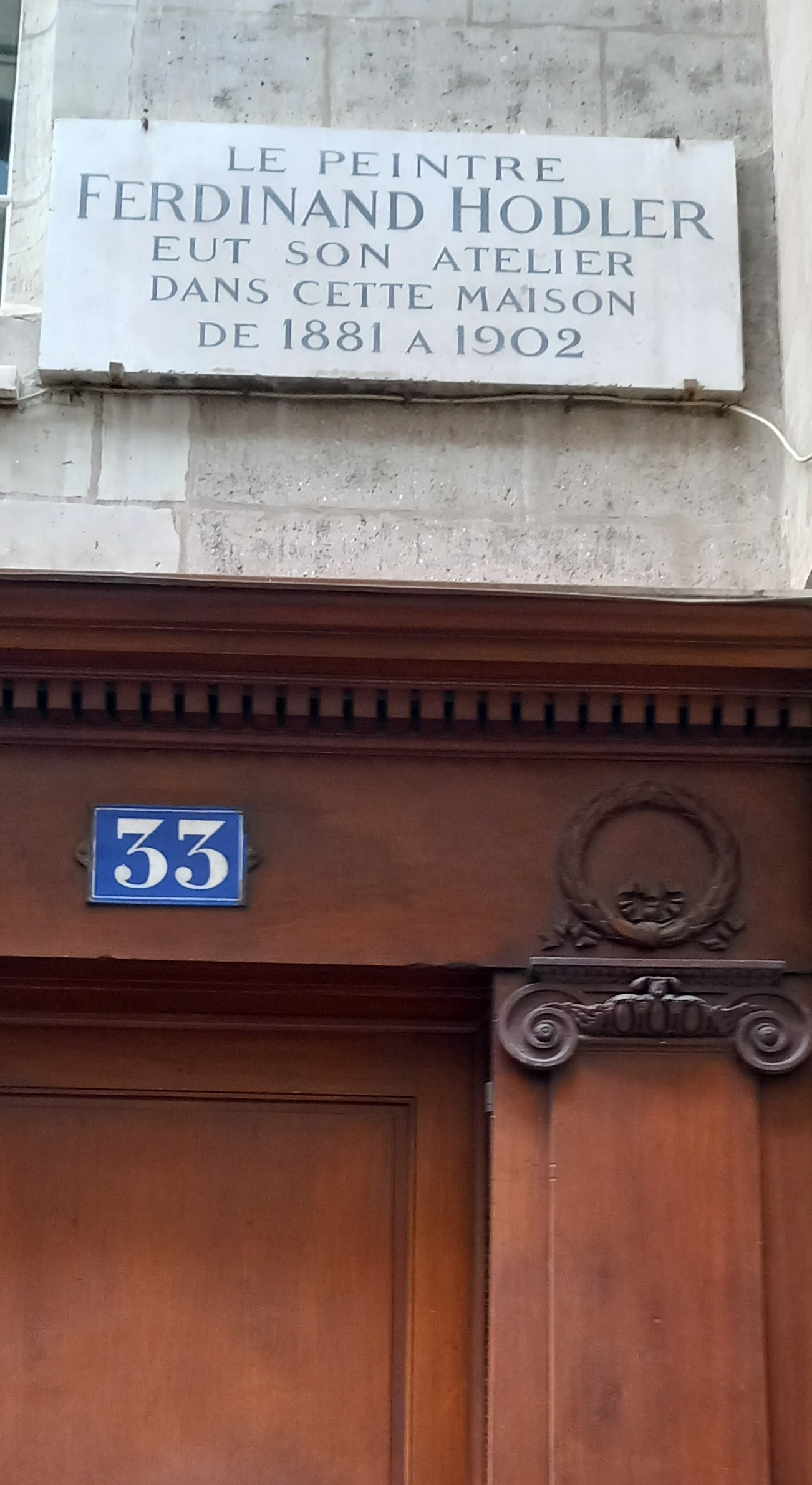
Targa commemorativa dell'atelier dove lavorò à Ginevra

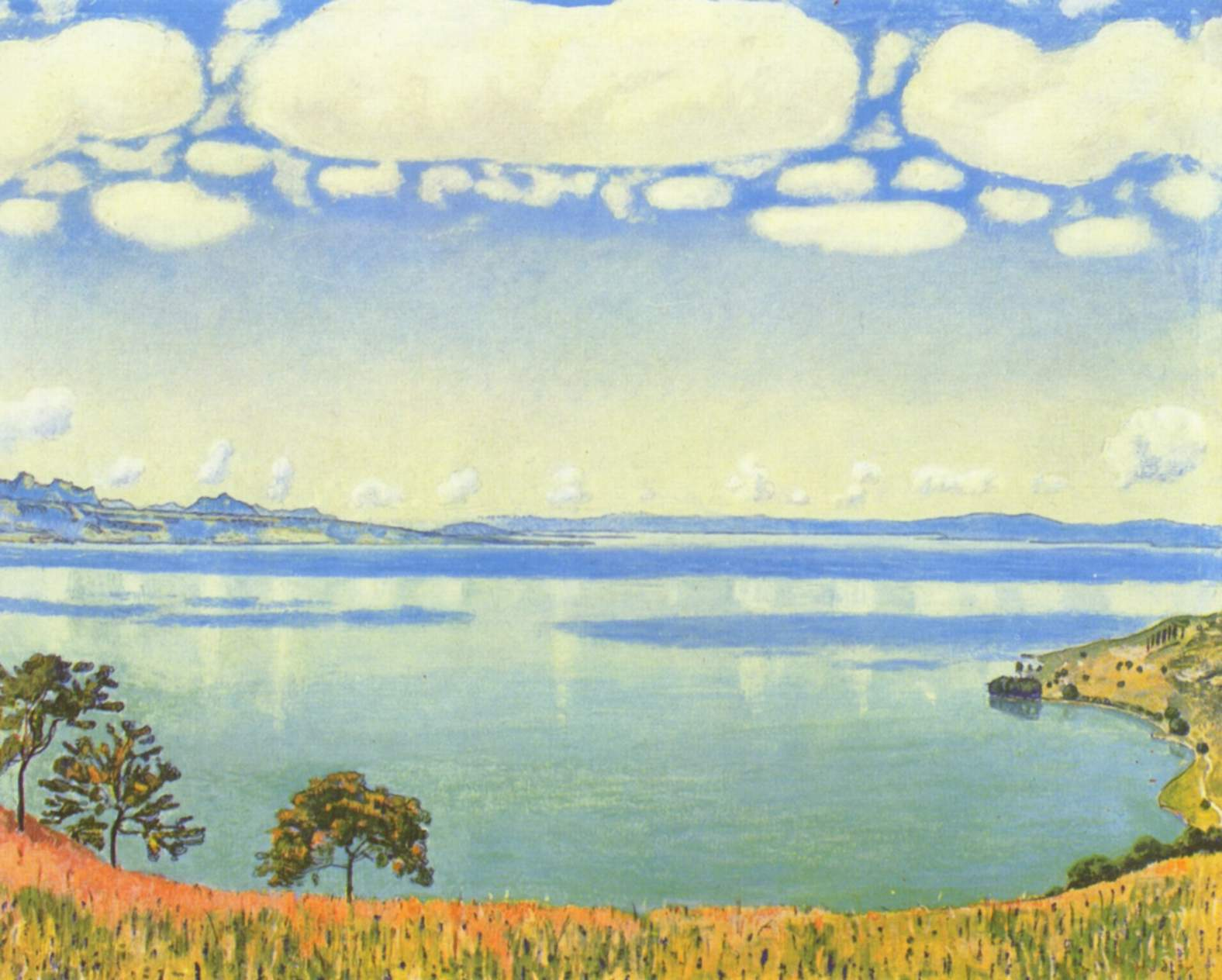
Il lago di Ginevra visto da Chexbres (1905) Museo d'arte di Basilea.

Ferdinand Hodler nacque a Berna il 14 marzo 1853.
Nel 1871 si trasferì a Ginevra, dove fino al 1876 fu allievo del pittore Barthélemy Menn.
In questi anni restò favorevolmente colpito dall'impressionismo e da alcuni grandi maestri del passato, in particolare da Albrecht Dürer.
Nel 1878 e nel 1879 viaggiò per la Spagna, dove poté ammirare da vicino le opere di Diego Velázquez.
Negli anni successivi cominciò a tenere mostre personali in alcuni importanti circoli culturali svizzeri.
I soggetti preferiti delle sue prime opere sono i paesaggi ed i ritratti, trattati con realismo vigoroso, accentuato dal colore puro e luminoso.
Col passare degli anni il suo stile si evolve per creare grandi composizioni storiche e decorative, dal tratto forte ed espressivo con colori sempre più ricchi; in questo si sente l'influenza di diversi generi, tra cui il simbolismo e l'art nouveau.
Sono presenti raggruppamenti di figure interiorizzate e organizzate simmetricamente in posizioni che danno l'idea di un rituale o di una danza; questo metodo fu da lui definito Parallelismo, per dare l'idea della ripetizione delle forme e dei colori.
Tuttavia, le opere che ottennero più successo furono quelle che ritraggono persone comuni riprese nella vita di tutti i giorni, che danno un'immagine simbolica del lavoro e della fatica fisica.
Nel 1900 Hodler diventò un membro della Secessione viennese e della Secessione di Berlino; nel 1904 anche della Secessione di Monaco.
Le opere di questi anni sono sempre più simboliche, piene di un umanesimo idealizzato che non rifiuta totalmente il realismo.
Con il passare degli anni, al simbolismo coloristico si affianca un abbozzo di espressionismo realizzato attraverso figure geometriche dai colori forti e netti: in effetti, sull'espressionismo tedesco la pittura di Hodler esercitò un notevole influsso.
I soggetti preferiti continuano ad essere i ritratti ed i paesaggi alpini, ora ridotti ai minimi termini, come una specie di cuneo di terra fra acqua e cielo.
Queste opere non sempre vennero giudicate in modo positivo dalla critica del tempo, tanto che molti musei e gallerie si rifiutarono di esporle.
Nonostante ciò, quelle gallerie che tennero sue mostre personali ottennero grandi successi, tanto che Hodler cominciò a ricevere onori, diventando uno dei pittori più importanti in Europa.
Durante la prima guerra mondiale Hodler condannò i bombardamenti effettuati dall'artiglieria tedesca contro la Cattedrale di Reims: come rappresaglia, i musei d'arte tedeschi esclusero le sue opere.
Nel 1915 la morte della sua amante, Valentine Godé-Darel, lo sconvolse notevolmente; da quest'esperienza traumatica creò una serie notevole di pitture che ne documentano la lenta ma inesorabile fine.
Ferdinand Hodler morì il 19 maggio 1918 a Ginevra, lasciando incompiute un discreto numero di opere che ritraggono la città.

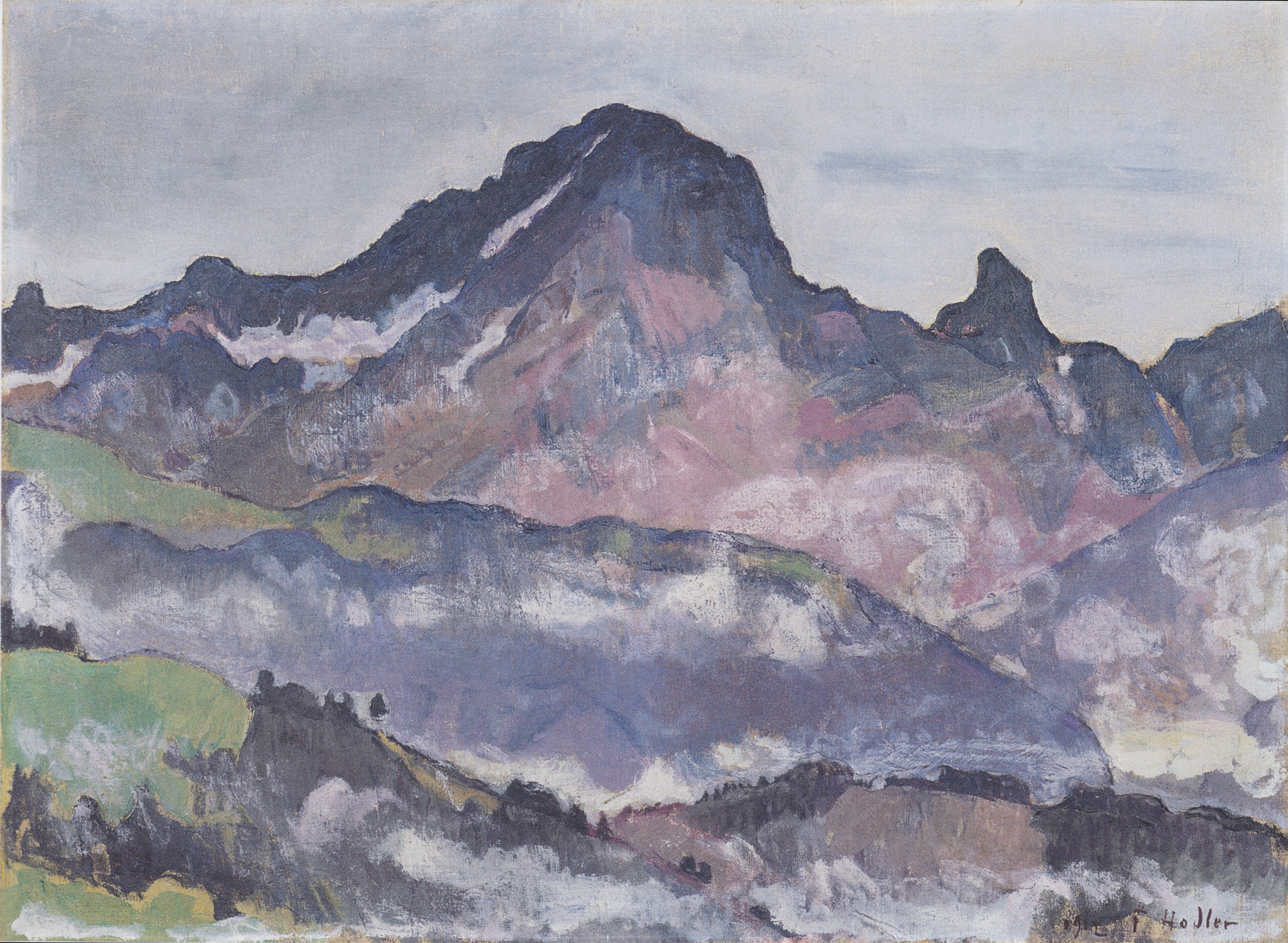
Il Grand Muveran visto da Villars, 1912, Kunstmuseum Winterthur

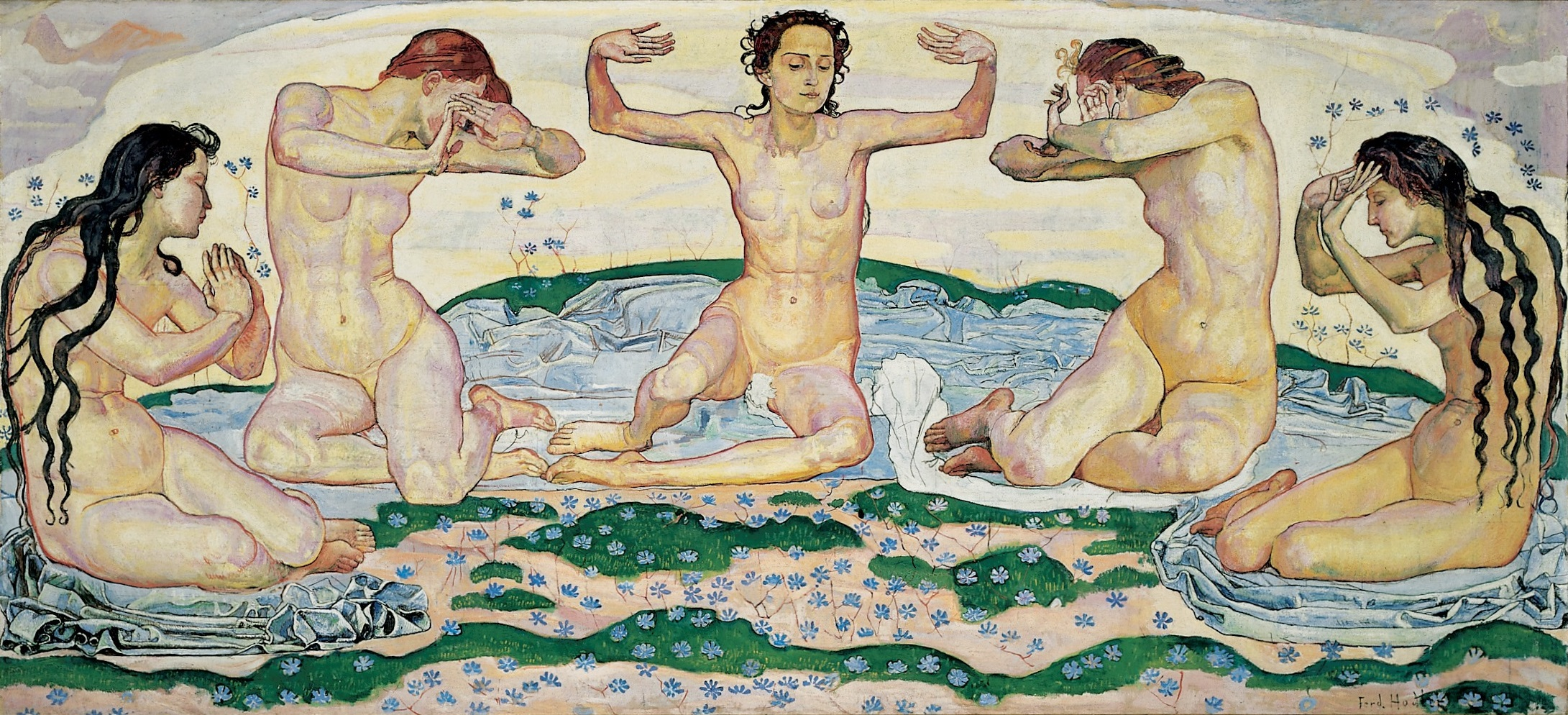
Il giorno (1900) Kunstmuseum.

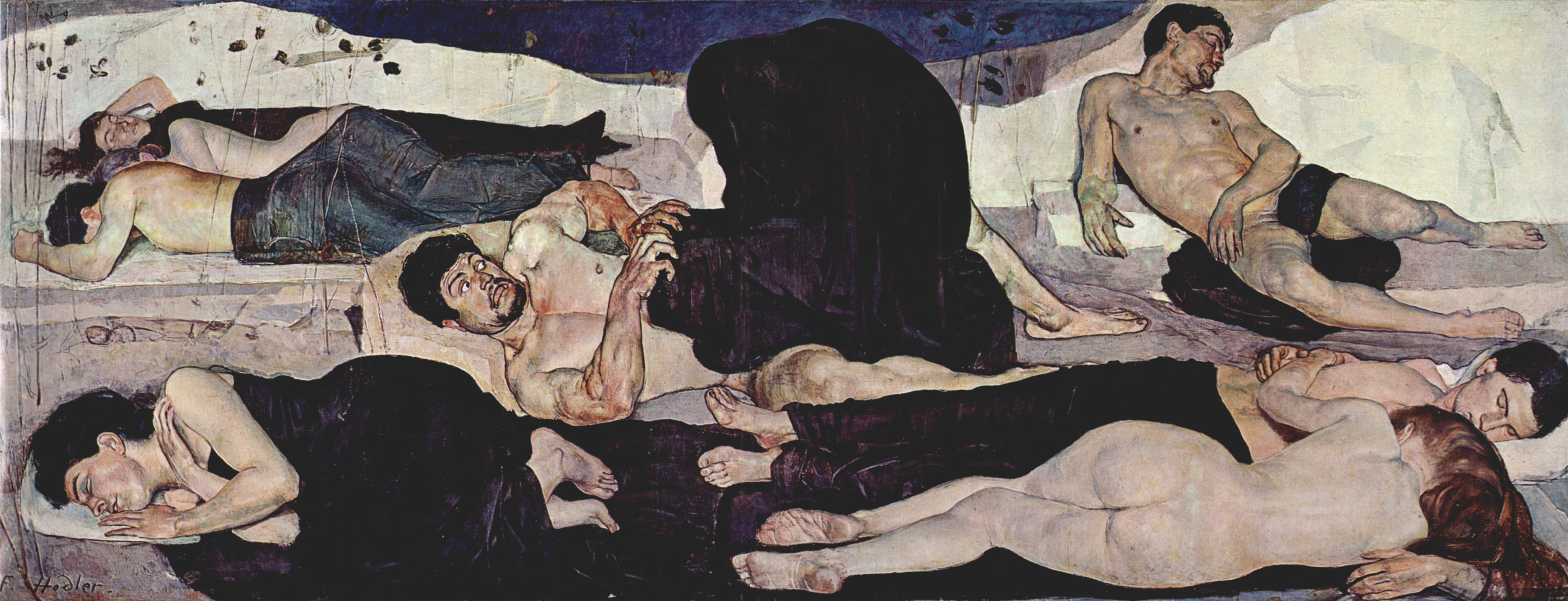
La notte (1890) Kunstmuseum.

## Il Museo di Berna
Nella presentazione del Catalogo del Kunstmuseum di Berna scritta da Conrad von Mandach nel 1946, quando lo studioso si era già dimesso dalla carica di curatore del Museo, che comunque ne curò la pubblicazione, Ferdinand Hodler è definito il fondatore della pittura svizzera moderna, tanto da meritare, nel catalogo e quindi nelle sale espositive, uno spazio interamente a lui dedicato, quello riguardante l'arte che dalla fine del XIX secolo prosegue nel XX. Nelle intenzioni di von Mandach l'ampia esposizione dà l'idea dell'eccellenza dell'opera di Hodler vista anche in rapporto alla città svizzera e ai dintorni. La sezione delle opere  del pittore bernese chiude con una sola opera non sua, un ritratto di donna chiamato Frauenbildnis di Van Gogh. Nella stessa presentazione von Mandach ricorda come dal 1901, quando il Museo di Berna venne sostituito da uno nuovo in seguito ad accese dispute sorte tra studiosi, il Kunstmuseum di Berna si era già assicurato quattro dei migliori dipinti di Holder, le cui opere poi aumentarono costantemente di numero nel tempo.

## Dipinti
- Vieillard lisant (1885), Winterthur, Kunstmuseum
- Portrait d'Hélène Weiglé (1888), olio su tela, 18,5 × 69,5 cm, Francoforte sul Meno, Städel Museum
- La Nuit (1889-1890), olio su tela, 116 × 299 cm, Berna, Kunstmuseum
- Portrait du professeur Émile Yung, (1890), olio su tela, 70 x 84 cm, Vevey, Museo Jenisch[2]
- Fatigués de la vie (1892), olio su tela, 294 × 150 cm, Monaco di Baviera, Neue Pinakothek
- Communion avec l'Infini (1892), olio su tela, 159 × 97 cm, Basilea, Kunstmuseum
- Trilogie :
  - Les Âmes déçues (1892), olio su tela, 120 × 299 cm, Berna, Kunstmuseum.
  - Les Las de Vivre I (1892), olio su tela, 120 × 299 cm, Monaco di Baviera, Neue Pinakothek
  - L'Eurythmie (1894-1895), olio su tela, 167 × 245 cm, Berna, Kunstmuseum.
- Landschaft im Tessin, 1893, olio su tela, 41 x 32.8 cm, Lugano, Museo Cantonale d'Arte[3]
- L'Élu (1893-1894), olio e tempera su tela, 219 × 296 cm, Berna, Kunstmuseum.
- La Retraite de Marignan (1897-1900), affresco, Zurigo, Museo nazionale svizzero
- L'Adoration II (1894), olio su tela, 80 × 101 cm, Lugano, Museo Cantonale d'Arte[4]
- Guillaume Tell (1897), olio su tela, 256 × 199 cm, Soletta, Kunstmuseum.
- Le Jour I (1899), olio su tela, 160 × 340 cm, Berna, Kunstmuseum
- Le Sentiment (1901-02), olio su tela, 120 × 172 cm, Collezione Thomas Schmidheiny.
- L'Emotion II, (1901-02), olio su tela, 193 × 280,5 cm, Collezione privata
- La Vérité II (1903), olio su tela, 208 × 294,5 cm, Zurigo, Kunsthaus
- Jeune Homme admiré par les femmes (1903), Zurigo, Kunstmuseum
- La Source (1904-1910), olio su tela, 130 × 100 cm, Collezione Thomas Schmidheiny.
- Calme de soir (1904-1905), olio su tela, Winterthur, Kunstmuseum
- Paysage au-dessus du lac de Genève (1906), 59,8 × 84,5 cm, Monaco di Baviera, Neue Pinakothek
- Chant lointain (1906), olio su tela, 140 × 120 cm, San Gallo, Kunstmuseum
- L'Heure Sacrée (1907), Zurigo, Kunsthaus
- L'Eiger, le Mönch et la Jungfrau au-dessus de la mer de brouillard, (1908), olio su tela, 67.5 × 91.5 cm, Vevey, Musée Jenisch
- Étudiant à Iéna (1908), Monaco di Baviera, Neue Pinakothek
- Départ des étudiants d'Iéna pour la guerre de libération contre Napoléon en 1813 (1908-1909), olio su tela, Università di Iena, aula magna.
- La Pointe d'Andey  vue de Bonneville [Haute Savoie] (1909), olio su tela, 67 × 90 cm, Parigi, Museo d'Orsay
- Le Bûcheron (1910), olio su tela, 130 × 100,5 cm, Parigi, Museo d'Orsay
- Femme en marche (1910 circa), olio su tela, 112,5 × 50,5 cm, Collection Thomas Schmidheiny.
- Heure sacrée (1911), olio su tela, 187 × 230 cm, Winterthur, Fondation pour l'art, la culture et l'histoire
- L'Unanimité (1913), affresco, Hannover, sala delle assemblee del Municipio
- Le Rêve (1897-1903), acquarello e olio su pannello, 99x70 cm, Zurigo, Collezione particolare
- Autoportrait avec les yeux ouverts III (1912), olio su tela, Winterthur, Kunstmuseum
- Le Grand Muveran (1912), olio su tela, 65 × 88,5 cm, Winterthur, Kunstmuseum
- Wetterhorn (1913), olio su tela, 65 × 88,5 cm, Winterthur, Kunstmuseum
- Valentine Godé-Darel malade (1914), olio e guazzo su tela, 47 × 40 cm, Parigi, Museo d'Orsay
- Valentine Godé-Darel mourante (1915), olio e guazzo su carta, 39,7 × 23,3 cm, Collezione particolare
- Valentine Godé-Darel sur son lit de mort (1915), olio su tela, 65 × 81 cm, Basilea, Kunstmuseum
- Autoportrait, souriant (1916), olio su tela, Winterthur, Kunstmuseum
- Cascade à Champéry (1916), olio su tela, 82,5 × 98 cm, Winterthur, Kunstmuseum
- Regards dans l'infini (1916), olio su tela, 138 × 246 cm, Winterthur, Kunstmuseum
- Le Lac Léman avec le Mont Blanc, l'après-midi, (1918), olio su tela, 74x 150 cm, Collezione privata.